# مسیر عشق
مسیر عشق فیلمی به کارگردانی بیژن شکرریز و نویسندگی مهدی شجاعی ساختهٔ سال ۱۳۸۷ است.

## بازیگران
- مهرداد ضیایی
- مریم کاظمی
- احمد عباسقلی
- سیما مطلبی
- ارسطو خوش رزم
- حسین پرستار
- طاهره اعلایی
- امین انصاری